# قصب السكر الواردي
قصب السكر الواردي (الاسم العلمي: Saccharum wardii) هو نوع من النباتات يتبع جنس قصب السكر من الفصيلة النجيلية.